# Andrea Proske
Andrea Proske, née le 27 juin 1986 à North Vancouver (Colombie-Britannique), est une rameuse canadienne, championne olympique en huit féminin aux Jeux olympiques d'été de 2020.

## Carrière
Grâce à sa quatrième place en deux de couple avec Gabrielle Smith aux Championnats du monde 2019, elle qualifie le bateau pour les Jeux olympiques d'été de 2020. Aux Jeux, elle intègre l'équipe de huit féminin qui remporte l'or olympique en 5 min 59 s 13.